# Alt-Mölln
Alt-Mölln (bis 2019 Alt Mölln) ist eine Gemeinde im Kreis Herzogtum Lauenburg in Schleswig-Holstein.

## Geographie
Die Gemeinde Alt-Mölln liegt am westlichen Ufer des Elbe-Lübeck-Kanals gegenüber der Stadt Mölln. Naturräumlich wird die Gemeinde dem Ostholsteinischen Hügel- und Seenland (SO) zugeordnet, einem Abschnitt des Schleswig-Holsteinischen Hügellandes. Das Gemeindegebiet wird zudem über den Vorfluter des Alt-Möllner Mühlenbachs in den bereits erwähnten Kanal entwässert.
Siedlungsstatistisch besteht die Gemeinde aus dem namenstiftenden Dorf (Alt Mölln) als einzigem Ortsteil.

## Geschichte
Alt-Mölln wurde 1194 zum ersten Mal urkundlich erwähnt. Die Einwohnerzahl hat sich von 269 im Jahre 1939 auf 775 zum Jahrtausendwechsel erhöht.

## Politik

### Gemeindevertretung
Bei der Kommunalwahl am 14. Mai 2023 wurden insgesamt elf Sitze vergeben. Von diesen erhielt die Alt-Möllner Wählergemeinschaft neun Sitze und die SPD zwei Sitze.

### Wappen
Blasonierung: „Über verkürztem, von Silber und Blau im Wellenschnitt geteiltem Wellenschildfuß in Grün eine goldene Windmühle (Galerieholländer), in der Höhe des Flügelkreuzes begleitet rechts von einem aufrecht stehenden goldenen Fass, links von einem gefüllten goldenen Sack.“
Das Wappen symbolisiert den Reichtum des Mühlenbetriebes in dieser Gegend ebenso wie den Wasserreichtum dieses Gebiets. Es wird seit der 800-Jahr-Feier des Ortes im Jahr 1994 geführt.

### Flagge

Gemeindeflagge

Blasonierung: „Auf einem durch einen gewellten weißen Streifen in einen breiten grünen und einen schmalen blauen Streifen waagerecht geteilten Flaggentuch die Figuren des Gemeindewappens in flaggengerechter Tingierung.“

### Kommunalverwaltung
Die Gemeinde Alt-Mölln wird kommunalpolitisch durch das Amt Breitenfelde verwaltet.

## Wirtschaft

### Gewerbegebiet
Aufgrund der Nähe zu Mölln gibt es in der Gemeinde mehrere Gewerbegebiete.

### Verkehr
Die Gemeinde hat einen direkten Anschluss an der B 207, die am Dorf südöstlich vorbei führt. Am Rand erfolgt ein voll höhenfreier Übergang zu der in das Dorf führende L 257.

## Kultur und Sehenswürdigkeiten
Die Windmühle, die im Gemeindewappen zu sehen ist, brannte 1985 vollständig ab. Ein weitgehend authentischer Nachbau wurde 1995 fertiggestellt. Außerdem verlief der Lauf des alten Stecknitzkanals von 1398 durch das Gemeindegebiet.